# Alex Della Valle
Alex Della Valle (13 giugno 1990) è un ex calciatore sammarinese, di ruolo difensore.

## Carriera

### Club
Nel 2011 debutta con la maglia del Faetano.

### Nazionale
Nel 2010 ha esordito in nazionale.